# Crystal Ball (Prince)
Crystal Ball è una raccolta del cantante e musicista statunitense Prince, pubblicata nel 1998 dall'etichetta NPG Records. Il box set, composto da cinque dischi, contiene tre Compilation di "materiale Bootleg precedente" e due dischi bonus The Truth e Kamasutra.
Prince, all'incirca nel 1986, pianificò di far uscire un album di 3 LP, chiamato Crystal Ball. Questo album è stato modificato fino a diventare di 2 LP e ribattezzato Sign o' the Times. La sua title track è diventata la title track per questa compilation, 11 anni dopo.

## Tracce
- * - Indica brano edito / riveduto per questa compilation e può essere trovato in forma originale su bootlegs ufficiali.
- ‡ - denota remix della canzone già pubblicato.
- † - Trovato in forma completa sulla colonna sonora del film Le mille luci di New York (Bright Lights, Big City).

Disco 1
1. Crystal Ball (*) – 10:28 – (registrato nel 1986)
2. Dream Factory (*) – 3:07 – (registrato nel 1985)
3. Acknowledge Me (*) – 5:27 – (registrato nel 1993)
4. Ripopgodazippa – 4:39 – (registrato nel 1993)
5. Love Sign (Shock G's Silky Remix ‡) – 3:53 – (registrato nel 1994)
6. Hide the Bone – 5:04 – (registrato nel 1993)
7. 2morrow – 4:14 – (registrato nel 1995)
8. So Dark (‡) – 5:14 – (registrato nel 1994)
9. Movie Star (*) – 4:26 – (registrato nel 1986)
10. Tell Me How U Wanna B Done (‡) – 3:16 – (registrato nel 1992)

Disco 2
1. Interactive – 3:04 – (registrato nel 1993)
2. Da Bang – 3:20 – (registrato nel 1995)
3. Calhoun Square (*) – 4:47 – (registrato nel 1993)
4. What's My Name – 3:04 – (registrato nel 1993)
5. Crucial (*) – 5:06 – (registrato nel 1986)
6. An Honest Man (*) – 1:13 – (registrato nel 1985)
7. Sexual Suicide (*) – 3:40 – (registrato nel 1985)
8. Cloreen Baconskin – 15:37 – (registrato nel 1983)
9. Good Love (†) – 4:55 – (registrato nel 1986)
10. Strays of the World – 5:07 – (registrato nel 1993)

Disco 3
1. Days of Wild (Live *) – 9:20 – (registrato nel 1995)
2. Last Heart (*) – 3:01 – (registrato nel 1986)
3. Poom Poom – 4:32 – (registrato nel 1996)
4. She Gave Her Angels – 3:53 – (registrato nel 1996)
5. 18 & Over (*) – 5:40 – (registrato nel 1994)
6. The Ride (Live *) – 5:14 – (registrato nel 1995)
7. Get Loose (‡) – 3:31 – (registrato nel 1994)
8. P Control (‡) – 6:00 – (registrato nel 1995)
9. Make Your Mama Happy – 4:01 – (registrato nel 1986)
10. Goodbye – 4:35 – (registrato nel 1995)

### I dischi Bonus

#### The Truth
Tracce
1. The Truth – 3:34
2. Don't Play Me – 2:48
3. Circle of Amour – 4:43
4. 3rd Eye – 4:53
5. Dionne – 3:13
6. Man In a Uniform – 3:07
7. Animal Kingdom – 4:01
8. The Other Side of the Pillow – 3:21
9. Fascination – 4:55
10. One of Your Tears – 3:27
11. Comeback – 1:59
12. Welcome 2 the Dawn (versione acustica) – 3:17

#### Kamasutra
Tracce
1. The Plan – 2:02
2. Kamasutra – 11:49
3. At Last... The Lost Is Found – 3:38
4. The Ever Changing Light – 3:00
5. Cutz – 3:03
6. Serotonin – 0:46
7. Promise/Broken – 3:45
8. Barcelona – 2:17
9. Kamasutra/Overture #8 – 3:13
10. Coincidence or Fate? – 3:22
11. Kamasutra/Eternal Embrace – 4:02

## Classifiche
| Classifica (1998) | Posizione massima |
| ----------------- | ----------------- |
| Stati Uniti       | 62                |